# Medfött immunförsvar
Det medfödda immunförsvaret eller ospecifika försvaret är en del av immunförsvaret och består av det yttre och inre försvaret. Till skillnad mot det adaptiva immunförsvaret är det ospecifika försvaret mycket snabbt och aktiveras omedelbart som svar mot en infektion. Det ospecifika försvaret aktiverar i sin tur det adaptiva försvaret som har en mycket högre känslighet mot olika typer av smittämnen. Det ospecifika försvaret känner endast igen ett begränsat antal mikrober, medan det adaptiva systemet kan producera antikroppar och T-celler mot nästan alla typer av antigener som existerar. Dock är det adaptiva försvaret långsamt och kan ta veckor att utveckla ett fullständigt svar.
Bakterier sänder ständigt ut kemiska ämnen och de vita blodkropparna kan känna av väldigt små koncentrationsskillnader av ämnen i kroppen. Med hjälp av detta kan de vandra mot högre koncentration och hitta till rätt plats. Detta kallas kemotaxi. Kemotaktiska ämnen utgörs av små kemiska molekyler, nedbrytningsprodukter av bakterien eller speciella cytokiner som brukar kallas kemokiner.
Celler i det ospecifika immunförsvaret har speciella receptorer, pattern recognition receptors (PRRs), som känner igen evolutionärt bevarade molekylära mönster hos patogener, sk. pathogen associated molecular patterns (PAMPs). PAMPs uttrycks aldrig av våra egna celler och därför orsakar det ospecifika immunförsvaret aldrig autoimmuna sjukdomar.

## Yttre försvaret
Det yttre försvaret består av anatomiska barriärer som på olika sätt har antimikrobiella egenskaper:
- Hud (epitelceller som producerar peptider med antimikrobiella egenskaper)
- Slemhinnor (kan vara beklädda med cilier)
- Magsaft i magsäcken med lågt pH samt olika typer av nedbrytande enzym

## Inre försvaret
- Makrofag
- Interferon som avges av celler infekterade av exempelvis virus
- Cirkulerande plasmaproteiner som CRP och komplement
- Neutrofiler
- Dendritceller
- Granulocyter
- Eosinofiler
- Mastceller
- NK-celler
- Olika cytokiner